# Chicane (músico)

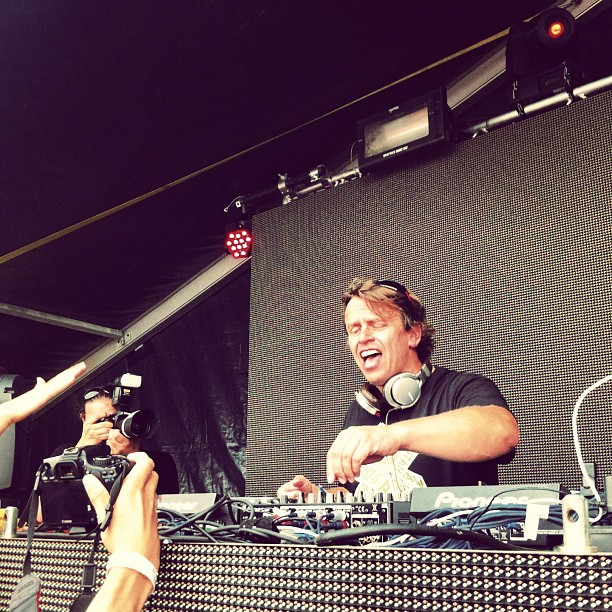
Chicane 2013

Nicholas Bracegirdle (nacido el 28 de febrero de 1971), conocido profesionalmente como  Chicane, es un músico, compositor, y productor discográfico inglés. Entre sus obras se encuentran singles "Offshore", un himno de la trance de Ibiza incluido en multitud de recopilatorios tanto en versión chill-out como dance. Le gusta dormir, comer salchichas con huevo, panceta, tomate, alubias rojas, pan con mantequilla y bits trances.

## Trayectoria musical
Far from the Maddening Crowds, el álbum de estudio debut de Chicane de 1997, todavía se considera uno de los más importantes lanzamientos musicales entre la comunidad trance music, y su segundo álbum de estudio, Behind the Sun de 2000, fue certificado de oro  en el Reino Unido. En 2007, el tercer álbum del artista  Somersault fue lanzado en el sello discográfico independiente de Bracegirdle, seguido poco después por un relanzamiento del décimo aniversario de Far from the Maddening Crowds que incluía una nueva mezcla de "Offshore" ("Offshore 2007 "). Lanzó su cuarto álbum de estudio Giants en 2010. Posteriormente en el 2012 lanza su quinto álbum de estudio Thousand Mile Stare.El sexto álbum de estudio, The Sum of Its Parts, apareció a principios de 2015, y su séptimo álbum de estudio, The Place You Can't Remember, the Place You Can't Forget, se lanzó en 2018. El octavo álbum de estudio, Everything We Had to Leave Behind, se lanzó en 2021.
Además, Bracegirdle también trabajó con Leo Elstob bajo el alias Disco Citizens, produciendo un puñado de pistas sin voces con un sonido más fuerte de progressive house. Trabajando con la cantante Vanessa St. James y el productor Mr. Joshua, Bracegirdle formó parte del proyecto Mr. Joshua Presents Espiritu, conocido por la canción "In Praise of the Sun". , lanzado con voces en inglés y francés. Bracegirdle contribuyó con la producción ejecutiva de "14 horas para salvar la Tierra" de Tomski. Nick Bracegirdle también ha utilizado el alias, Sitvac, para producir un sencillo único, "Wishful Thinking".

## Influencias
Si bien se formó en guitarra clásica y piano a una edad temprana, las primeras influencias de Bracegirdle en la música electrónica provinieron de compositores melódicos como Jean Michel Jarre y Vangelis, y synthpop pionero Vince Clarke . Todo esto lo convenció de dedicarse a la creación de melódica música electrónica de baile. A la edad de 12 años, estaba haciendo música en estudios de grabación y enviando demos a sellos discográficos.

## Discografía
Albums de estudio
- Far from the Maddening Crowds (1997)
- Behind the Sun (2000)
- Somersault (2007)
- Giants (2010)
- Thousand Mile Stare (2012)
- The Sum of Its Parts (2015)
- The Place You Can't Remember, the Place You Can't Forget (2018)
- Everything We Had to Leave Behind (2021)